# Microtus socialis
Microtus socialis és una espècie de talpó que es troba a les estepes asiàtiques i de l'est d'Europa.
Té el dors castany fosc amb un to grogós i el ventre de gris platejat, amb el límit entre els dos colors difuminat, i la cua és marronosa per sobre i grisosa per sota.
Habita en prats, pastures, estepes, semideserts, camps de cereals i clarianes de boscos clars des de Síria i Crimea fins al Xinjiang. La seva àrea de distribució es divideix en fragments disjunts que hostatgen subespècies separades que se sospita que podrien ser espècies diferents.
És un herbívor d'hàbits diürns i crepusculars. Fa caus amb múltiples entrades on viu formant grans en colònies.